# Aimee Osbourne
Aimee Osbourne, född 2 september 1983 i London, är en amerikansk skådespelare och musiker. Hon är dotter till hårdrocksmusikern Ozzy Osbourne och Sharon Osbourne. Aimee Osbourne valde att inte medverka i tv-serien The Osbournes.